# Louis Ruffieux
Louis Ruffieux (Gruyères, 6 januari 1848 - Fribourg, 9 juni 1909) was een Zwitsers bioloog en archivaris.

## Biografie
Louis Ruffieux interesseerde zich al tijdens zijn jeugd in de natuur en zou tijdens zijn carrière als bioloog studies doen naar de vegetatie in het kanton Fribourg en zou zich later toeleggen in de mycologie. Zo schreef hij onder meer het werk Catalogue des champignons observés dans le canton de Fribourg, waarin hij 1.485 zwammensoorten beschrijft.
In 1894 werd hij aangeworven bij de kantonnale archieven van Fribourg, waar hij de opdracht had om notariële registers op te stellen. Op 2 juni 1903 werd op de markt van de stad Fribourg een 'controledienst voor champions' opgericht, waarvan hij van 1903 tot zijn overlijden in 1909 controleur was.

## Werken
- La préparation méthodique des champignons.
- Catalogue des champignons observés dans le canton de Fribourg, 1904.